# Cerophysa andrewesi
Cerophysa andrewesi là một loài bọ cánh cứng trong họ Chrysomelidae. Loài này được Jacoby miêu tả khoa học năm 1904.